# 石山镇 (凌海市)
石山镇，是中华人民共和国辽宁省锦州市凌海市下辖的一个乡镇级行政单位。石山镇镇内有十三座花岗岩山峰，原名十三山站（辖区内驿马坊村是从前的驿站），后谐音为石山，当地人解释为镇里有石头的山。该镇以石材、石雕行业闻名，修建北京天安门广场、北京人民大会堂、人民英雄纪念碑及平津战役纪念馆时都采运了石山镇的花岗岩。

## 行政区划
石山镇下辖以下地区：
石南村、石北村、榜石村、李家铺村、八里庄村、庄屯村、彭屯村、良屯村、新甸子村、康屯村、下洼子村、驿马方村、石柱子村、白刚堡村和望山村。

## 交通
- 102国道
- 京沈铁路

## 名胜
- 张作霖墓园
- 石山峰
- 下洼子村的基督教堂，石南村的伊斯兰清真寺，石北村的佛教寺院佛光寺也颇负大名。